# Jacek Regulski
Jacek Regulski (ur. 12 marca 1965, zm. 29 października 1999) – polski muzyk, gitarzysta, w latach 1990–1999 członek zespołu Kat
Karierę muzyczną zaczął w zespołach: Senat i thrashmetalowym Kill off, gdzie grał z Krzysztofem Osetem.
Dołączył do grupy Kat w roku 1990, zaproszony przez Piotra Luczyka i Ireneusza Lotha, po nim do składu został dołączony Oset. Współtworzył najważniejsze płyty grupy. Tworzył też tło muzyczne w solowych projektach Romana Kostrzewskiego.
Założył studio nagraniowe Alkatraz, które wyposażył w sprzęt. Kat nagrywał tam płytę Szydercze zwierciadło, Regulski w całości kierował produkcją. Pojawiły się wtedy rozbieżności na gruncie artystycznym z Piotrem Luczykiem, w następstwie czego ten drugi odszedł z zespołu. Regulski w dalszym ciągu udzielał się w Kacie, grał na trasie promocyjnej płyty.
W wieku 34 lat Jacek Regulski zginął tragicznie w wypadku drogowym podczas jazdy na motocyklu.